# Albert Decaris
Albert Marius Hippolyte Decaris, né le 6 mai 1901 à Sotteville-lès-Rouen (Seine-Inférieure) et mort le 1er janvier 1988 à Paris, est un peintre, décorateur et graveur français.
Buriniste renommé pour sa virtuosité, il a également travaillé à l'aquarelle et au lavis d'encre, souvent pour préparer ses gravures, et a gravé de nombreux timbres-poste.

## Biographie
Albert Decaris est le fils de l'ingénieur Gabriel Decaris, qui travailla notamment au sein des usines Batignolles-Châtillon à Nantes.
Formé aux arts graphiques à l’École Estienne, Albert Decaris est placé dans l’atelier de gravure d’Antoine Dezarrois. Reçu à l'École des beaux-arts de Paris dans l'atelier Cormon, il a Albert Besnard comme directeur à la villa Médicis à Rome de 1924 à 1926.
Après une importante exposition à la Galerie Jean Charpentier d'une série de quatre-vingt dessins à l'encre de Chine sur Orange, Vaison-la-Romaine, Arles, Saint-Rémy-de-Provence, Les Baux, Aix-en-Provence et Pont-du-Gard, il obtient une médaille d'argent au Salon des artistes français de 1925 puis le premier prix de Rome de gravure en 1919 pour une œuvre titrée Ève avant le péché.
Dans les années 1930, les ouvrages de bibliophilie étant en vogue, Decaris illustre les poèmes hellénisants de Léon Cathlin, ainsi que Les Destinées d'Alfred de Vigny, les Lettres de Rome de François-René de Chateaubriand, Le Livre des rois David et Salomon, Macbeth de William Shakespeare et Pierre de Ronsard. Au cours des années 1940, il met en image l’œuvre de Pierre Corneille, ainsi que Don Quichotte ou encore L'Iliade, La Mythologie d’Émile Henriot, Les Odes d’Anacréon, De la vie des hommes illustres de Plutarque, Les Métamorphoses d’Ovide.
Peu à l’aise dans le symbole, et certainement pas dans l’abstrait, il excelle dans les scènes animées, où l’on retrouve l’illustrateur romantique, voire épique. Son style se reconnaît du premier coup d’œil à la maîtrise du dessin, la finesse de hachures et aux arrondis voluptueux.
En 1933, il expose à la Galerie Charpentier avec le sculpteur animalier Pierre Dionisi.
Decaris réalise sa première décoration d'intérieur pour le palais du Bois bâti par Henry Jacques Le Même à l’Exposition universelle de 1937 à Paris. Pour le même architecte, il exécute des peintures murales pour le porche du chalet de l’Inconnu, destiné à l’architecte Jean Walter à Megève. Toujours en 1937, il réalise la fresque de l'hôtel de ville de Vesoul. Il dessine également des cartons de tapisseries pour le mobilier national (La Vigne, Les Jardins). En 1938, il peint une grande fresque à New York.
Il est l'auteur de plus de 600 burins de grandes dimensions, sur des sujets variés (mythologie, vues de Rome, d'Italie, de Grèce, d'Espagne et de France, allégories, portraits de contemporains ou de personnages historiques) et de nombreuses aquarelles et lavis d'encre.
Il dessine et grave des timbres-poste français, des colonies et des territoires d’outre-mer français de 1935 à 1985. Son premier dessin représente le cloître Saint-Trophime à Arles, à la demande du ministre des Postes, Jean Mistler. Il est considéré comme l'un des grands dessinateurs et graveurs de timbres-poste, avec environ de 500 à 600 timbres réalisés, dont 174 pour la France métropolitaine. 
Son épouse est morte en 1974.
Il est membre du conseil d'administration de la Société Nationale des Beaux-Arts dans la section gravure de 1970 à 1978. Il meurt le 1er janvier 1988 dans le 6e arrondissement de Paris.

## Distinctions et hommages
- 1943 : élu à l'Académie des beaux-arts ; il en devient le président en 1960.
- 1948 : médaille d’or de gravure aux Jeux olympiques de 1948[6].
- 1953 : nommé chevalier dans l'ordre du Mérite postal par arrêté du 15 janvier 1954[7].
- 1962 : nommé peintre officiel de la Marine.
- 1969 : médaille d'or et médaille d'honneur de la Société des artistes français pour une œuvre de gravure au burin[8].
- Officier de la Légion d'honneur.
- juin 1981 : exposition de ses œuvres de très grand format au musée de la Poste.
- 1983 : élu citoyen d'honneur de la ville de Vesoul
- 2001 : émission d'un timbre en son honneur, dessiné et gravé par Claude Jumelet.

## Expositions
- Comité national de livre illustré français, « Les chefs-d'œuvre des illustrateurs français contemporains (Jean-Gabriel Daragnès, Albert Decaris, Bernard Buffet, Michel Ciry, Gabriel Dauchot, Jacques Houplain, André Minaux, Pierre-Yves Trémois) », musée-bibliothèque de Toulon, mai 1957.

## Œuvres

### Timbres de France
- Paquebot Normandie, 23 avril 1935 ; réémis en mai 1936 pour le Ruban bleu.

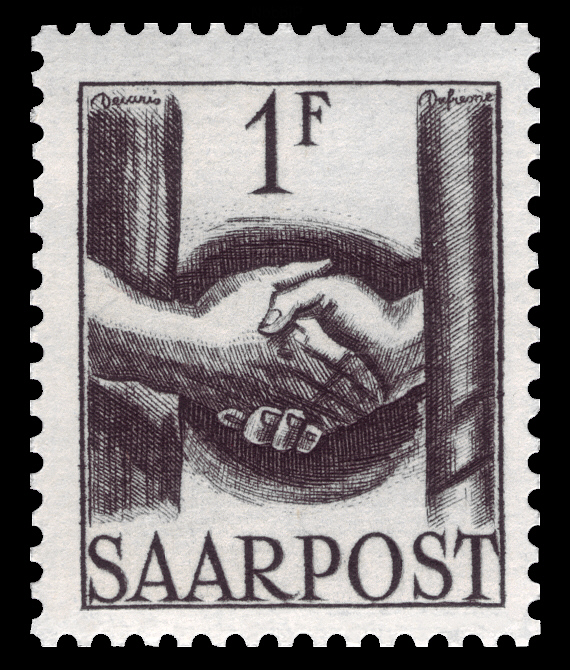
Poignée de main, timbre de la série Dauermarkenserie Wiederaufbau des Saarlandes (Saar III), publiée pour la première fois le 1 avril 1948.

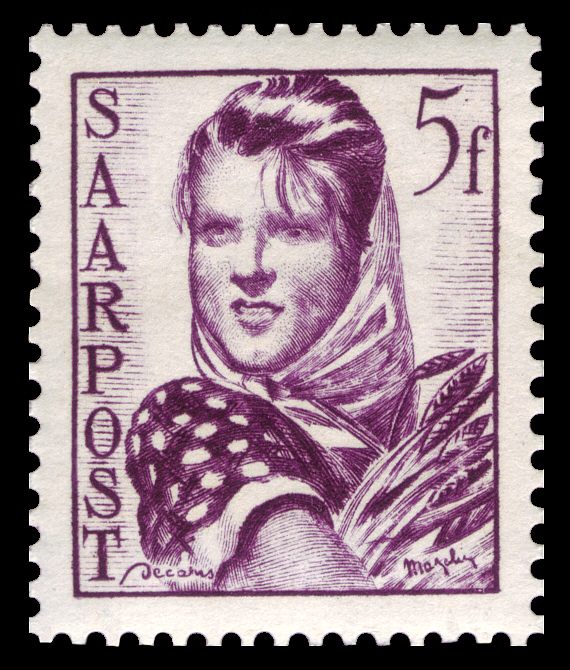
Jeune paysanne, timbre de la série Dauermarkenserie Wiederaufbau des Saarlandes (Saar III), publiée pour la première fois le 1 avril 1948.

- Cloître Saint-Trophime d'Arles, 2 mai 1935.
- Clemenceau - 17 janvier 1939 pour les travaux d'un cuirassé, 18 avril 1939.
- Unesco Paris 1946, conférence de l'Unesco, 19 novembre 1946.
- Vue de Paris, poste aérienne 1000 francs 1950.
- Héros de la Résistance, série de 4 timbres, 21 avril 1958. Les quatre timbres sont dessinés par Decaris ; Jean Cavaillès 1903-1944 et Simone Michel-Lévy 1906-1945 sont également gravés par lui.
- Marianne de Decaris, usage courant gravé par Jules Piel, 15 juin 1960.
- Coq de Decaris, usage courant, 12 mars 1962 pour le premier timbre.
- Alfred de Vigny 1797-1863, gravure de Claude Hertenberger, 27 mai 1963.
- Tricentenaire du peuplement de l'île Bourbon, 4 octobre 1965.
- Épisodes de l'histoire de France :
  - Vercingétorix, Clovis et Charlemagne, 7 novembre 1966 ;
  - Hugues Capet élu roi de France, Philippe Auguste : Bouvines 1214 et saint Louis, 13 novembre 1967 ;
  - Philippe le Bel : États généraux 1302, Mort de Du Guesclin 1380 et Jeanne d'Arc : départ de Vaucouleurs, 18 novembre 1968 ;
  - Louis XI et Charles le Téméraire, Bayard à Brescia et Édit de Nantes 1598 - Henri IV, 10 novembre 1969 ;
  - Richelieu, Louis XIV et Bataille de Fontenoy 1745, 19 octobre 1970 ;
  - Ouverture des États généraux 5 mai 1789, Prise de la Bastille 14 juillet 1789 et Bataille de Valmy 20 septembre 1792, respectivement émis les 10 mai, 12 juillet et 20 septembre 1971.
- Bicentenaire de la libération des prisonnières huguenotes de la tour de Constance, 2 septembre 1968.
- Léon Bailby, cinquantenaire des Petits Lits blancs, 28 octobre 1968.
- Bicentenaire des Chambres de Métiers, 1971.
- L'encouragement à l'industrie en 1806, 1973.
- Cinquantenaire de l'Association Centrale des Officiers de Réserve de l'Armée de Mer (ACORAM), 24 avril 1976;
- Le Musée de l'Atlantique de Port-Louis et le trois-mâts Duchesse Anne, 4 décembre 1976.
- Le Pont Neuf, 29 mai 1978, grand prix de l'art philatélique français 1978.
- Rochambeau - Arrivée à Newport 1780-1980, 15 juillet 1980.
- 150e anniversaire de l'École navale, 17 octobre 1981.
- Alliance française 1883-1983, 21 février 1983.
- La gravure, 18 juin 1984.
- La France à ses morts, allégorie de la République en deuil, 4 novembre 1985, dernier timbre de Decaris.

### Émission conjointe d'Afrique francophone
Fondation d’Air Afrique – 26 juin 1961, émission conjointe entre onze pays africains. L’impression du timbre a utilisé la typographie et la taille-douce. Il a été émis le 25 novembre 1961 au Congo et le 17 février 1962 pour les dix autres pays fondateurs de la compagnie aérienne.

### Éditions debibliophilie
- 1928 : Combourg de François-René de Chateaubriand. Paris, Le Fuseau chargé de laine.
- 1929 : Les Destinées d'Alfred de Vigny. Paris, Les bibliophiles de l'Automobile club de France.
- 1930 :
  - Du sang, de la volupté et de la mort de Maurice Barrès. Paris, Aux Éditions du Bois sacré.
  - Discours des misères de ce temps de Pierre de Ronsard. Paris, Le Fuseau chargé de laine.
- 1931 :
  - Nouveaux Méandres de Charles Maurras. Paris, Les Éditions du Cadran.
  - Macbeth de William Shakespeare. Paris, Le Fuseau chargé de laine.
- 1933 : David et Salomon, traduction de Lemaistre de Sacy. Paris, Les Cent bibliophiles.
- 1934 : Le Sommeil d'Endymion, de Léon Cathlin. Paris, Le Fuseau chargé de laine.
- 1935 : Lettres sur Rome de François-René de Chateaubriand. Paris, Creuzevault.
- 1936 : L'eau Romaine d'Octave Homberg. Paris, Librairie Conrad.
- 1939 : Samson agonistes de John Milton. Paris, Le Fuseau chargé de laine.
- 1945 :
  - Églogues d'André Chénier. Paris, Le Fuseau chargé de laine.
  - Le Premier Livre des antiquitez de Rome de Joachim Du Bellay. Paris, À la Voile latine.
  - L'Ingénieux Hidalgo Don Quichotte de la Manche de Miguel de Cervantes. Paris, Le Fuseau chargé de laine.
  - Honneur et Patrie Voici le Général De Gaulle Charles de Gaulle. Paris, éditions G.P., achevé d'imprimer le 15 octobre 1945.
- 1946 :
  - Louis XIV par le duc de Saint-Simon. Paris, Omphale.
  - Le Songe d'Henry de Montherlant, éditions du Rocher.
- 1947 :
  - Servitude et grandeur militaires d'Alfred de Vigny. Paris, Éditions de la Maison française.
  - Hamlet. Traduit et présenté par André Gide. Les Bibliophiles franco-suisses.
  - La duchesse de Palliano de Stendhal, Lyon, éditions de la Colline.
- 1948 :
  - Bérénice de Jean Racine. Paris, Éditions de la Cité.
  - Un roi sans divertissement de Jean Giono. Paris, L'édition française.
- 1949 :
  - La Reine morte d'Henry de Montherlant. Paris, Les Presses de la Cité.
  - Bertrand de Ganges de Jules Romains. Flammarion.
- 1950 :
  - Paris d'André Suarès. Paris, Creuzevault.
  - Odes d'Anacréon. Paris, Javal.
  - La Colline inspirée, Maurice Barrès, éditions André Sauret, 1950 (série du Grand prix des Meilleurs romans du demi-siècle).
- 1951 : Almanach d'Emile Verhaeren, Société de Saint Éloy. Couverture en double page + portrait du poète.
- 1952 : Aux soldats. Cinquante-huit proclamations et harangues de Napoléon Bonaparte. Paris, éditions Éliane Norberg.
- 1953 :
  - L'Iliade (chants XVI à XXIV) d'Homère, gravures sur cuivre au burin ; pour le compte des Bibliophiles de France[9].
  - Jésus en son temps de Daniel-Rops, illustrations en couleurs (lithographie), éditions des Deux Rives.
  - L'Eau de Jean de La Varende, quinze burins originaux. Paris, éditions Pierre de Tartas.
- 1954 : Jeanne d'Arc au bûcher de Paul Claudel. Paris, éditions Georges Guillot.
- 1955-1961 : Théâtre de Pierre Corneille. P. Bricâge, Paris.
- 1955 :
  - Greco ou le Secret de Tolède de Maurice Barrès. Paris, Les Bibliophiles du Faubourg et du Papier.
  - Mythologie des anciens Grecs et Romains d'Émile Henriot. Paris, Georges Guillot.
- 1956 : Le Livre de Christophe Colomb de Paul Claudel.Paris, Georges Guillot.
- 1959 : Maximes de La Rochefoucauld. Gravure Contemporaine. Club du Livre.
- 1961 : Sonnets de Pétrarque. Paris, Aux dépens des soixante-dix-sept.
- 1963 : Le Fil de l'épée de Charles de Gaulle. Paris, Marcel Lubineau.
- 1967 :
  - Les Trophées de José-Maria de Heredia. Aux dépens des soixante dix-sept bibliophiles.
  - La Vie des hommes illustres de Plutarque. Paris, éditions du Club du Livre - Philippe Lebaud.
- 1975 :
  - Annonay de Charles Forot. Les amis d'Annonay.
  - Les Tragedies d'Eschyle. Paris, Union du Livre de France, sous la direction de Mario Vincent, 1975-1977.
- 1979 :
  - Le Midi de mes jours , poèmes de Marc de La Roche (12  planches pleine page sur cuivre). Editions C.E.D.S.
- 1983 :
  - Thrassylle d'Henry de Montherlant. Lausanne, Les Éditions du Grand-Pont.
  - Corilla, Petits Châteaux de Bohême, poèmes de Gérard de Nerval. Paris, Les Bibliophiles du Palais.

### Estampes
- Gray, musée Baron-Martin : 
  - Un cycliste sur 1980 qui perd son 0 Meilleurs vœux et amitié, gravure, 19 x 14 cm ;
  - L'année 1900 avec un plateau et 4 bouteilles surmontées de chacun des chiffres formant 1900 et un invité tendant une coupe "Mille remerciements et meilleurs vœux", gravure, 19 x 14 cm ;
  - Une élégante avec deux œufs, un dans chaque main, gravure, 19 x 14 cm ;
  - Une élégante examinant un timbre à la loupe, 21 x 15 cm ;
  - Portrait de Watteau, 16 x 12 cm ;